# 有柄带睾吸虫
有柄带睾吸虫（学名：Zonorchis petiolatum）为双腔科带睾属的动物。分布于美国、欧洲以及中国大陆的北京等地，营寄生生活，终末宿主为Turdus ruficollis ruficollis，寄生于肝脏以及胆管。